# .dj
.dj је највиши Интернет домен државних кодова (ccTLD) за Џибути. Takође, користе га и диск-џокеји за своје странице.